# کریزی کوئیلت
کریزی کوئیلت (به انگلیسی: Crazy Quilt) عنوان چندین شخصیت خیالی ابرشرور در کتاب‌های کامیک آمریکایی منتشر شده توسط دی‌سی کامیکس است. کریزی کوئیلت زمین دو توسط جک کربی و دیک دیلون خلق شده است که برای نخستین بار در شمارهٔ ۱۵ از کماندوهای پسر در سال ۱۹۴۶ خلق شد. این شخصیت به همراه پولکا دات من به عنوان دشمن بتمن به تصویر کشیده شده است.او در فیلم لگو بتمن و سریال بتمن شجاع و جسور حضور داشته است.